# Jake Dennis
Jake Dennis (Nuneaton, 16 giugno 1995) è un pilota automobilistico britannico attivo in Formula E, nella quale è diventato campione del mondo nella stagione 2022-2023.
Con il team Red Bull Racing ha preso parte alle prove libere del Gran Premio di Abu Dhabi 2023 di Formula 1.

## Carriera

### Gli inizi
Dennis ha iniziato la sua carriera agonistica nel kart all'età di otto anni con la scuderia Andy Cox Racing. Nel 2005 ha conquistato il titolo del campionato South West Cadet. L'anno successivo è arrivato terzo allo Shenington Club Championship. Nel 2008 grazie alla Racing Steps Foundation è passato alla categoria KF3. nel suo primo anno è diventato campione britannico in KF3. Nel 2010 ha vinto il campionato britannico junior MSA Super 1 e il campionato mondiale CIK-FIA U18.

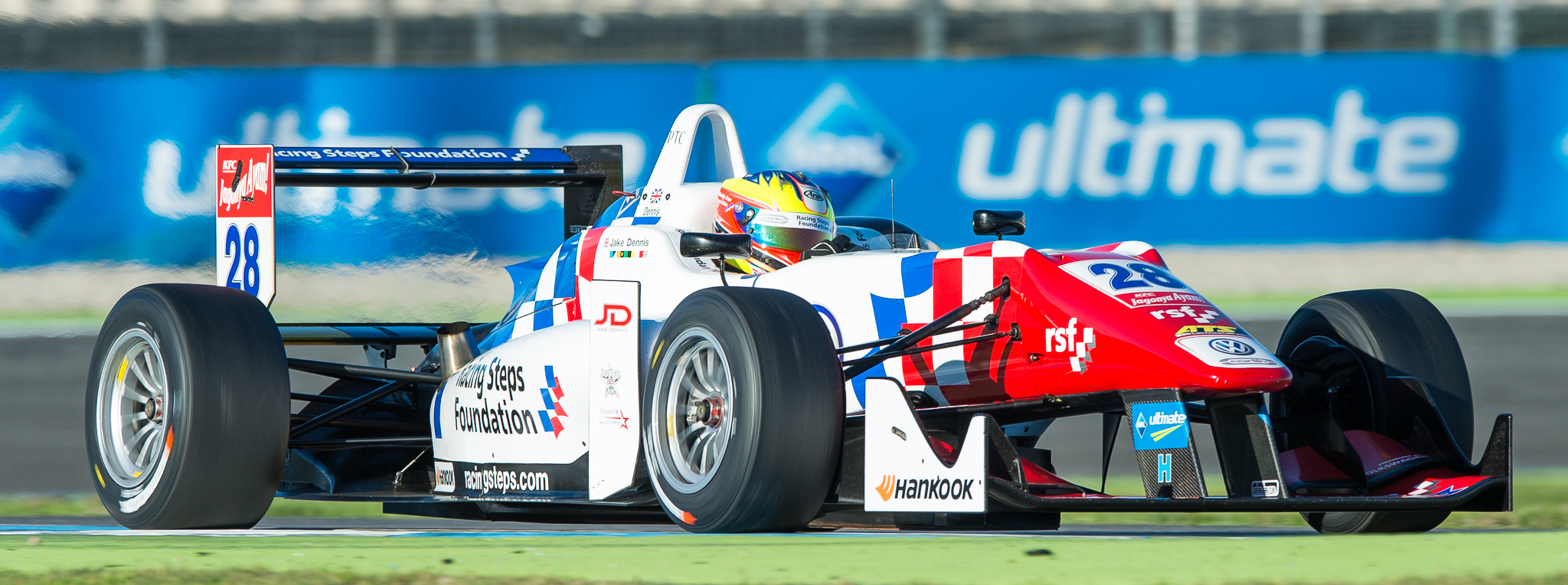
Dennis a Hockenheim durante il campionato Formula 3 2014

Nel 2011 ha debuttato su una monoposto prendendo parte al campionato InterSteps con la scuderia Fortec Motorsport, dominando il campionato e conquistando il titolo con otto vittorie. Inoltre ha corso per la Fortec nelle finali della Formula Renault UK, finendo 19º in classifica con solo tre punti.
Dennis ha continuato la sua collaborazione con la Fortec gareggiando nella Formula Renault 2.0 NEC (inizialmente nel campionato britannico di Formula Renault ma il campionato è stato chiuso per mancanza di iscrizioni) e l'Eurocup Formula Renault 2.0.
Nel 2012 è stato premiato con Autosport BRDC Award per le sue prestazioni nella Formula Renault 2.0 NEC.

### Formula 3 e GP3
Nel 2014 Dennis prende parte alla Formula 3 europea con il team Carlin. Durante la sua prima stagione ottiene tre podi e chiude nono in classifica. L'anno seguente continua nella serie passando al team Prema Powerteam insieme a Felix Rosenqvist e Lance Stroll. La stagione risulta più positiva della precedente, ottiene otto vittorie arrivando terzo in classifica dietro Rosenqvist e Antonio Giovinazzi.
Nel 2016 passa al campionato GP3 Series con la scuderia Arden International con Tatiana Calderón e Jack Aitken. Con il team inglese ottiene due vittorie, la prima a Monza e la seconda a Sepang, a fine stagione si è classificato quarto dietro Charles Leclerc, Alexander Albon e ad Antonio Fuoco.

### Endurance e DTM

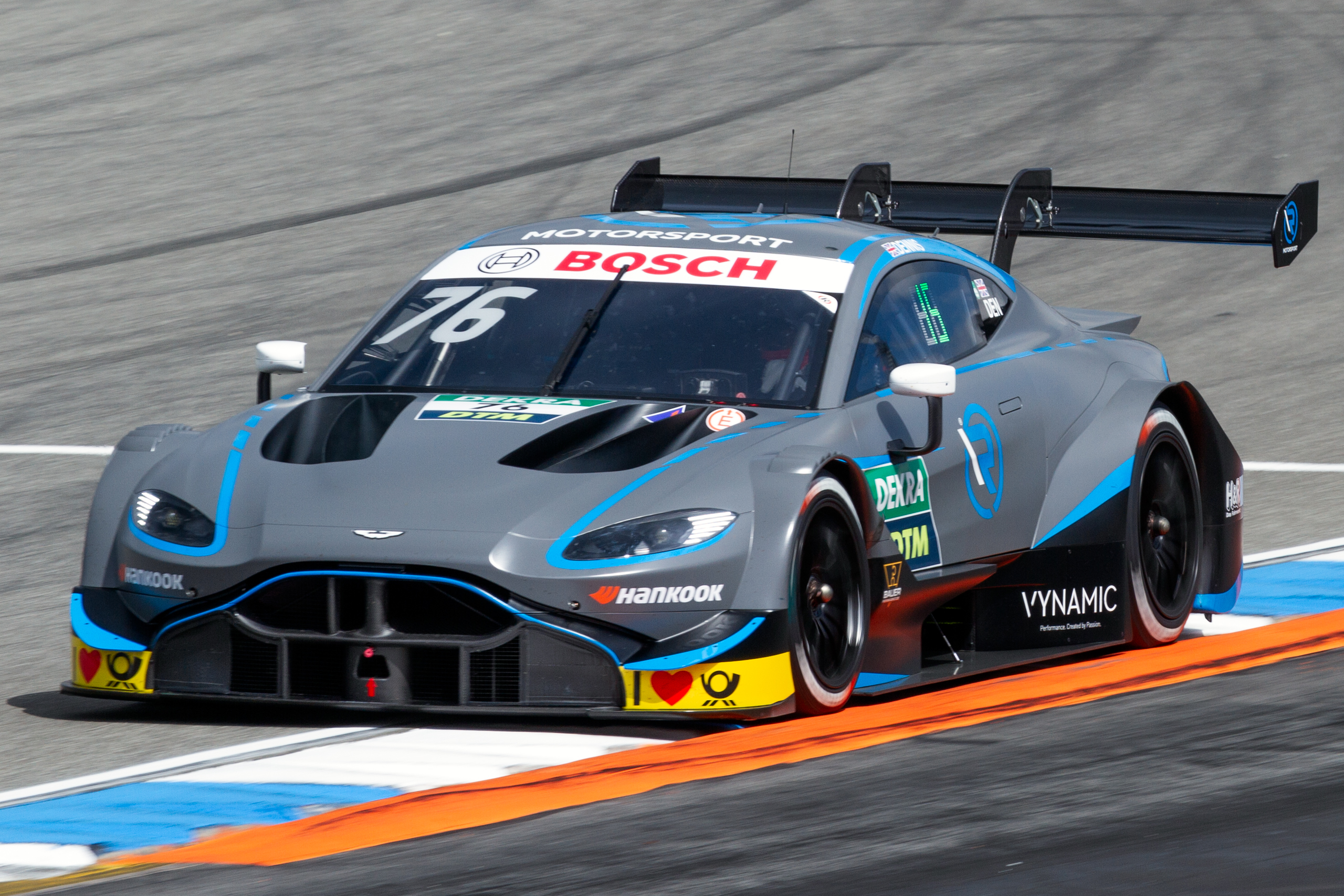
Jake Dennis alla guida della Aston Martin Vantage a Hockenheim nel 2019.

Nel 2016, mentre era impegnato nella GP3 Series, viene ingaggiato dal team G-Drive Racing supportato dalla Jota Sport per prendere parte a due corse dal Mondiale endurance tra cui la 24 Ore di Le Mans 2016.
L'anno seguente viene ingaggiato dal Team WRT per correre nella Blancpain GT Series con l'Audi R8 LMS. Nel 2018 passa al team R-Motorsport guidando l'Aston Martin V12 Vantage GT3 nella serie, lo stesso anno diventa collaudatore della Aston Martin Red Bull in Formula 1.
Nel 2019 si iscrive sempre con il team R-Motorsport al campionato Deutsche Tourenwagen Masters oltre a correre nella Blancpain GT Series. L'anno seguente prende parte con Jota Sport alla 4 Ore di Spa-Francorchamps gara valida della European Le Mans Series nella classe LMP2.
Nel 2024, oltre a correre in Formula E, Dennis torna nel GT World Challenge Europe guidando la BMW M4 GT3 del team britannico Century, nello stesso anno ritorna nel roster della BMW M Factory Drivers. 

### Formula 1 e test IndyCar
Dal 2018 Dennis diventa pilota al simulatore e collaudatore del team di Formula 1, Red Bull Racing. In quel anno ha ottenuto la possibilità di scendere in pista durante dei test privati, prima a Barcellona e poi all'Hungaroring. Il pilota inglese rimane legato al team di Formula 1 anche per le stagioni successive sempre avendo un ruolo nello sviluppo della vettura.
Nel 2022 ha preso parte a un test della IndyCar Series con l'Andretti, mentre nel 2023 esordisce nel primo turno delle prove libere del Gran Premio di Abu Dhabi con la Red Bull RB19.

### Formula E

#### Andretti (2021-presente)

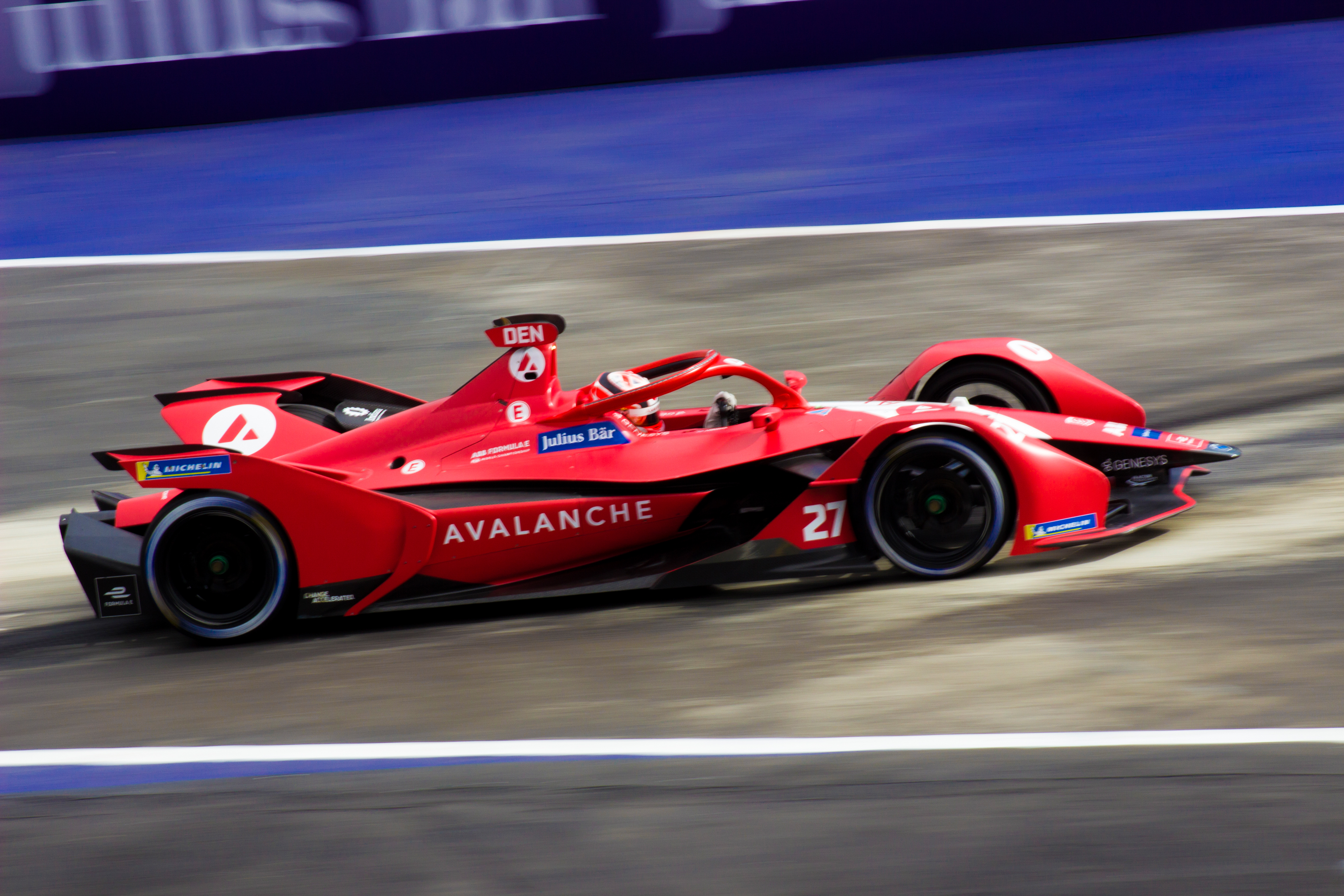
Jake Dennis durante l'E-Prix di Città del Messico 2022

Nell'ottobre 2020 è stato ingaggiato dalla scuderia BMW i Andretti per correre nella stagione 2020-21 di Formula E insieme al tedesco Maximilian Günther. Dopo le prime gare senza arrivare a punti, nell’E-Prix di Valencia conquista la sua prima pole position nella categoria, che poi riesce a trasformare nella sua prima vittoria. Dopo risultati altalenanti ritorna alla vittoria nell’E-Prix di Londra, superando negli ultimi giri Nyck de Vries. Grazie alle due vittorie chiude il campionato in terza posizione, risultando il miglior debuttante della stagione.
Visto gli ottimi risultati della sua prima stagione in Formula E viene confermato anche per la stagione successiva. Nella prima gara stagione, l'E-Prix di Dirʿiyya chiude terzo dietro il duo della Mercedes, dopo il resto della stagione senza arrivare di nuovo a podio nelle gare di Londra ottiene la sua prima vittoria stagionale in gara uno e chiude secondo in gara due. Ottiene un altro podio nel l'ultima gara stagionale nel E-Prix di Seoul, chiudendo così sesto in classifica finale.

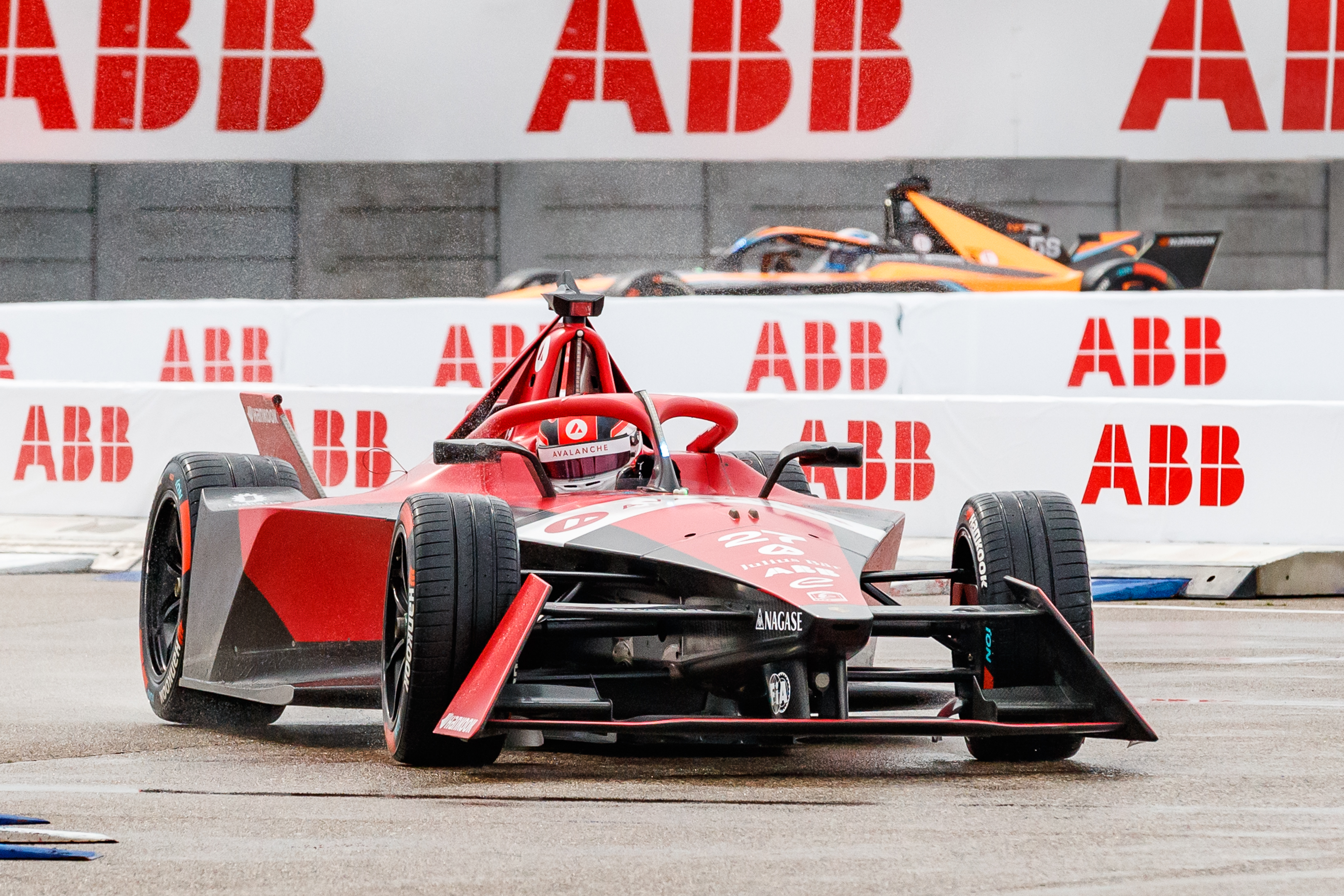
Jake Dennis nel 2023 durante l'E-Prix di Berlino 2023

Dennis rinnova con Andretti, rimanendo nel team americano con un accordo pluriennale. La stagione inizia nel migliore dei modi, Dennis porta la sua Porsche 99X Electric alla vittoria dell'E-Prix di Città del Messico. Nell'E-Prix di Dirʿiyya ottiene due secondi posti entrambi dietro a Pascal Wehrlein. Nei quattro eventi successivi non riesce ad ottenere punti, ma nella seconda gara di Berlino torna a podio arrivando secondo dietro a Nick Cassidy. Nella storica ciità di Monaco ottiene un altro podio arrivando terzo, mentre nelle due corse dell'E-Prix di Giacarta ottiene due secondi posti. Nel E-Prix di Portland ottiene la Pole position e registra il giro più veloce nella storia della Formula E. In gara l'inglese si deve accontentare dal quinto podio consecutivo arrivando ancora secondo dietro Nick Cassidy. Torna alla vittoria nella seconda gara di Roma, mentre nell'E-Prix di Londra grazie al secondo posto in gara uno si laurea campione del mondo di Formula E.
Nel 2024 continua nella serie con il team statunitense, Dennis ottiene la sua prima vittoria in gara uno dell'E-Prix di Dirʿiyya poi ottiene tre podi consecutivi tra Tokyo e Misano. Nella seconda metà della stagione, le prestazioni di Dennis calano, non riesce più a tornare a podio e chiude la stagione al settimo posto in classifica.

## Risultati
| Stagione | Serie                             | Team                          | Gare         | Vittorie     | Pole         | G/Veloci     | Podi         | Punti        | Pos.         |
| -------- | --------------------------------- | ----------------------------- | ------------ | ------------ | ------------ | ------------ | ------------ | ------------ | ------------ |
| 2011     | InterSteps Championship           | Fortec Motorsports            | 20           | 8            | 7            | 5            | 16           | 539          | 1°           |
| 2011     | Formula Renault UK                | Fortec Motorsports            | 6            | 0            | 0            | 0            | 0            | 38           | 19°          |
| 2012     | Formula Renault NEC               | Fortec Motorsports            | 20           | 3            | 2            | 3            | 11           | 376          | 1°           |
| 2012     | Eurocup Formula Renault 2.0       | Fortec Motorsports            | 6            | 0            | 0            | 0            | 1            | 19           | 12°          |
| 2013     | Eurocup Formula Renault 2.0       | Fortec Motorsports            | 14           | 0            | 1            | 1            | 1            | 130          | 4°           |
| 2013     | Formula Renault NEC               | Fortec Motorsports            | 4            | 1            | 0            | 0            | 1            | 42           | 31°          |
| 2013     | Pau Formula Renault 2.0 Trophy    | Fortec Motorsports            | 1            | 0            | 0            | 0            | 1            | N/A          | 3°           |
| 2014     | F3 europea                        | Carlin                        | 33           | 0            | 0            | 0            | 3            | 174          | 9°           |
| 2015     | F3 europea                        | Prema Powerteam               | 33           | 6            | 6            | 5            | 16           | 375          | 3°           |
| 2015     | Gran Premio di Macao              | Prema Powerteam               | 1            | 0            | 0            | 0            | 0            | N/A          | 9°           |
| 2015–16  | MRF Challenge Formula 2000        | MRF Racing                    | 4            | 0            | 0            | 1            | 2            | 53           | 9°           |
| 2016     | GP3 Series                        | Arden International           | 18           | 2            | 0            | 4            | 5            | 149          | 4°           |
| 2016     | WEC - LMP2                        | G-Drive Racing                | 2            | 0            | 0            | 0            | 0            | 8            | 28°          |
| 2016     | 24 Ore di Le Mans- LMP2           | G-Drive Racing                | 1            | 0            | 0            | 0            | 0            | N/A          | DNF          |
| 2017     | Blancpain GT Series Sprint Cup    | Team WRT                      | 10           | 0            | 0            | 0            | 2            | 27           | 9°           |
| 2017     | Blancpain GT Series Endurance Cup | Team WRT                      | 5            | 0            | 1            | 0            | 1            | 28           | 12°          |
| 2017     | Intercontinental GT Challenge     | Audi                          | 2            | 0            | 0            | 0            | 0            | 8            | 12°          |
| 2017     | F3 europea                        | Carlin                        | 9            | 0            | 0            | 0            | 1            | 41           | 17°          |
| 2017     | Campionato GT cinese              | Kings Linky Racing            | 2            | 1            | 1            | 1            | 2            | 40           | 12°          |
| 2017     | Audi R8 LMS Cup                   | Castrol Racing Team           | 2            | 1            | 0            | 0            | 1            | 0            | NC†          |
| 2018     | Blancpain GT Series Endurance Cup | R-Motorsport                  | 5            | 1            | 2            | 0            | 1            | 29           | 13°          |
| 2018     | ADAC GT Masters                   | Phoenix Racing                | 2            | 0            | 0            | 0            | 0            | 22           | 24°          |
| 2018     | ADAC GT Masters                   | Montaplast by Land-Motorsport | 6            | 0            | 0            | 0            | 1            | 22           | 24°          |
| 2018     | Intercontinental GT Challenge     | Audi                          | 1            | 0            | 0            | 0            | 0            | 2            | 24°          |
| 2018     | Formula 1                         | Aston Martin Red Bull         | Collaudatore | Collaudatore | Collaudatore | Collaudatore | Collaudatore | Collaudatore | Collaudatore |
| 2019     | DTM                               | R-Motorsport                  | 18           | 0            | 0            | 0            | 0            | 17           | 17°          |
| 2019     | Blancpain GT Series Endurance Cup | R-Motorsport                  | 5            | 0            | 0            | 1            | 1            | 38           | 6°           |
| 2019     | Formula 1                         | Aston Martin Red Bull         | Collaudatore | Collaudatore | Collaudatore | Collaudatore | Collaudatore | Collaudatore | Collaudatore |
| 2020     | Intercontinental GT Challenge     | Aston Martin                  | 1            | 0            | 0            | 0            | 0            | 1            | 21°          |
| 2020     | European Le Mans Series - LMP2    | Jota Sport                    | 1            | 0            | 0            | 0            | 0            | 0            | NC†          |
| 2020     | Formula 1                         | Aston Martin Red Bull         | Collaudatore | Collaudatore | Collaudatore | Collaudatore | Collaudatore | Collaudatore | Collaudatore |
| 2020–21  | Formula E                         | BMW i Andretti Motorsport     | 15           | 2            | 1            | 0            | 2            | 91           | 3°           |
| 2021     | Formula 1                         | Red Bull                      | Collaudatore | Collaudatore | Collaudatore | Collaudatore | Collaudatore | Collaudatore | Collaudatore |
| 2021–22  | Formula E                         | Avalanche Andretti Formula E  | 16           | 1            | 2            | 2            | 4            | 126          | 6°           |
| 2022     | Formula 1                         | Oracle Red Bull Racing        | Collaudatore | Collaudatore | Collaudatore | Collaudatore | Collaudatore | Collaudatore | Collaudatore |
| 2022–23  | Formula E                         | Avalanche Andretti Formula E  | 16           | 2            | 2            | 3            | 11           | 229          | 1°           |
| 2023     | Formula 1                         | Oracle Red Bull Racing        | Collaudatore | Collaudatore | Collaudatore | Collaudatore | Collaudatore | Collaudatore | Collaudatore |
| 2023–24  | Formula E                         | Avalanche Andretti Formula E  | 16           | 1            | 1            | 2            | 4            | 121          | 7°           |

† Dennis era un pilota ospite, non era idoneo ai punti.
* Stagione in corso.

### Campionato del mondo endurance
| Anno    | Squadra        | Classe | Vettura            | SIL | SPA | LMS | NÜR | MEX | COA | FUJ | SHA | BHR | Punti | Pos. |
| ------- | -------------- | ------ | ------------------ | --- | --- | --- | --- | --- | --- | --- | --- | --- | ----- | ---- |
| 2016    | G-Drive Racing | LMP2   | Gibson 015S-Nissan |     | 6   | Rit |     |     |     |     |     |     | 30    | 21°  |
| Legenda |                |        |                    |     |     |     |     |     |     |     |     |     |       |      |

### European Le Mans Series
| Anno    | Squadra    | Classe | Vettura            | RIC | SPA | LEC | MNZ | POR | Punti | Pos. |
| ------- | ---------- | ------ | ------------------ | --- | --- | --- | --- | --- | ----- | ---- |
| 2020    | Jota Sport | LMP2   | Gibson 015S-Gibson |     | 8   |     |     |     | 0     | NC   |
| Legenda |            |        |                    |     |     |     |     |     |       |      |

### Risultati 24 Ore di Le Mans
| Anno | Team           | Co-Piloti                       | Vettura            | Classe | Giri | Pos. | Class Pos. |
| ---- | -------------- | ------------------------------- | ------------------ | ------ | ---- | ---- | ---------- |
| 2016 | G-Drive Racing | Simon Dolan Giedo van der Garde | Gibson 015S-Nissan | LMP2   | 222  | DNF  | DNF        |

### Risultati DTM
| Anno | Team           | Vettura                  | 1        | 2        | 3         | 4       | 5        | 6        | 7       | 8        | 9        | 10        | 11        | 12      | 13       | 14        | 15        | 16       | 17       | 18      | Punti | Pos. |
| ---- | -------------- | ------------------------ | -------- | -------- | --------- | ------- | -------- | -------- | ------- | -------- | -------- | --------- | --------- | ------- | -------- | --------- | --------- | -------- | -------- | ------- | ----- | ---- |
| 2019 | R-Motorsport I | Aston Martin Vantage DTM | HOC 1 11 | HOC 2 11 | ZOL 1 Rit | ZOL 2 6 | MIS 1 15 | MIS 2 13 | NOR 1 9 | NOR 2 12 | ASS 1 12 | ASS 2 Rit | BRH 1 Rit | BRH 2 9 | LAU 1 11 | LAU 2 Rit | NÜR 1 Rit | NÜR 2 14 | HOC 1 11 | HOC 2 8 | 17    | 17°  |

### Risultati in Formula E
| Stagione | Squadra                      | Vettura                    | 1                   | 2            | 3           | 4                                               | 5       | 6       | 7      | 8      | 9      | 10      | 11     | 12     | 13    | 14     | 15      | 16      | Punti | Pos |
| --- | ---------------------------- | -------------------------- | ------------------- | ------------ | ----------- | ----------------------------------------------- | ------- | ------- | ------ | ------ | ------ | ------- | ------ | ------ | ----- | ------ | ------- | ------- | ----- | --- |
| 2020-21 | BMW i Andretti Motorsport    | BMW iFE.21                 | DIR 12*             | DIR Rit      | ROM Rit     | ROM 13                                          | VAL 8   | VAL 1   | MCO 16 | PUE 5  | PUE 5  | NYC Rit | NYC 16 | LDN 1  | LDN 9 | BER 5  | BER Rit |         | 91    | 3°  |
| 2021-22 | Avalanche Andretti Formula E | Spark-BMW iFE.21           | DIR 3               | DIR 5        | MEX 10      | ROM 13                                          | ROM Rit | MON 9   | BER 13 | BER 13 | GIA 6  | MAR 7   | NYC 10 | NYC 8  | LON 1 | LON 2  | SEO 4   | SEO 3   | 126   | 6°  |
| 2022-23 | Avalanche Andretti           | Spark-Porsche 99X Electric | MEX 1               | DIR 2        | DIR 2       | HYD 16                                          | CAP 13  | SAP Rit | BER 18 | BER 2  | MON 3  | GIA 2   | GIA 2  | POR 2  | ROM 4 | ROM 1  | LON 2   | LON 3   | 229   | 1°  |
| 2023-24 | Avalanche Andretti           | Spark-Porsche 99X Electric | MEX 9               | DIR 1        | DIR 12      | SAP 5                                           | TOY 3   | MIS 2   | MIS 2  | MON 20 | BER 19 | BER 5   | SHA 5  | SHA 11 | POR 6 | POR 11 | LON 16  | LON Rit | 121   | 7º  |
| 2024-25 | Avalanche Andretti           | Spark-Porsche 99X Electric | SAP Rit             | MEX 4        | JED NC      | JED 4                                           | MIA 9   | MON     | MON    | TOK    | TOK    | SHA     | SHA    | GIA    | BER   | BER    | LON     | LON     | 27*   |     |
| \| Legenda \| 1º posto \| 2º posto \| 3º posto \| A punti \| Senza punti \| Grassetto=Pole position Corsivo=Giro più veloce \| \| Legenda \| Solo prove/Terzo pilota \| Non qualificato \| Ritirato/Non class. \| Squalificato \| Non partito \| Grassetto=Pole position Corsivo=Giro più veloce \| |                              |                            |                     |              |             |                                                 |         |         |        |        |        |         |        |        |       |        |         |         |       |     |
| Legenda | 1º posto                     | 2º posto                   | 3º posto            | A punti      | Senza punti | Grassetto=Pole position Corsivo=Giro più veloce |         |         |        |        |        |         |        |        |       |        |         |         |       |     |
| Legenda | Solo prove/Terzo pilota      | Non qualificato            | Ritirato/Non class. | Squalificato | Non partito | Grassetto=Pole position Corsivo=Giro più veloce |         |         |        |        |        |         |        |        |       |        |         |         |       |     |

### Risultati Formula 1
| 2023 | Scuderia | Vettura |  |  |  |  |  |  |  |  |  |  |  |  |  |  |  |  |  |  |  |  |  |    |  |  | Punti | Pos. |
| ---- | -------- | ------- |  |  |  |  |  |  |  |  |  |  |  |  |  |  |  |  |  |  |  |  |  | -- |  |  | ----- | ---- |
| 2023 | Red Bull | RB19    |  |  |  |  |  |  |  |  |  |  |  |  |  |  |  |  |  |  |  |  |  | SP |  |  |       |      |

| Legenda | 1º posto     | 2º posto | 3º posto    | A punti         | Senza punti/Non class.  | Grassetto – Pole position Corsivo – Giro più veloce Apice – Risultato Sprint (A punti) |
| Legenda | Squalificato | Ritirato | Non partito | Non qualificato | Solo prove/Terzo pilota | Grassetto – Pole position Corsivo – Giro più veloce Apice – Risultato Sprint (A punti) |

## Palmarès
- 1  Formula E (2023-2024)
- 1  Formula Renault NEC (2012)
- 1  Intersteps Championship (2011)

## Riconoscimenti
- Autosport BRDC Award 2012